# Ямамото, Цуёси
Цуёси Ямамото (яп. 山本剛 Yamamoto Tsuyoshi, род. 23 марта 1948, Садо, Ниигата) — японский джазовый пианист.

## Биография и карьера
Ямамото в основном был пианистом-самоучкой, хотя в детстве и брал уроки игры на фортепиано.
Он поступил в Университет Нихон (Nihon University). Будучи там студентом, он уже играл профессионально, сначала как аккомпаниатор поп-певца Микки Кертиса (они гастролировали по Европе в 1967 году). В 1974 году он стал пианистом в токийском джаз-клубе «Misty». В том же году он дебютировал в качестве самостоятельного музыканта.
В конце 1970-х он выступал на крупных международных фестивалях (напр., Джазовый фестиваль в Монтрё). Он также «жил в Нью-Йорке год, когда выступал с Диззи Гиллеспи, Кармен Макрей, Сэм Джонсом (Sam Jones), Билли Хиггинс (Billy Higgins), Элвин Джонс и Сонни Ститт, и прочих».
Стиль игры:
комментируя альбом Ямамото 2008 года What a Wonderful Trio!, журнал «Audiophile Audition» писал, что «Кажется, Ямамото с большим удовольствием предпочитает самые высокие частоты высоких частот клавиатуры».

## Дискография
- 1974 — Midnight Sugar (Three Blind Mice, трио с Исао Фукуи (бас) и Тэцудзиро Обара (ударные)
- 1974* — Misty (Three Blind Mice, трио с Исао Фукуи и Тэцудзиро Обара)
- 1974* — Blues For Tee (Three Blind Mice)
- 1974* — Now’s The Time (Three Blind Mice, TBM-29 Исао Судзуки и Сунао Вада с The Tsuyoshi Yamamoto Trio, George Otsuka Quintet
- 1974* — Live at the Misty (Three Blind Mice, как трио)
- 1974* — The In Crowd (Three Blind Mice, TBM-52)
- 1975* — Night And Day	(Three Blind Mice, Кодзи Морияма с Tsuyoshi Yamamoto Trio)
- 1975* — Sunny (Frasco[англ.], Minami сTsuyoshi Yamamoto Trio)
- 1978* — Blues to East (Philips, трио с Цутомо Окада (бас), Хироси Мураками (ударные))
- 1978 — Midnight Sun (Three Blind Mice, трио с Цутомо Окада (бас), Кэйдзи Кисида (барабаны))
- 1979 — Bass Club (King Records, трио с Red Mitchell (бас), Исао Судзуки (пикколо бас))

Звездочка (*) после года означает, что это год выпуска. 